# 기타카마쿠라역
기타가마쿠라역(일본어: 北鎌倉駅, きたかまくらえき)은 일본 가나가와현 가마쿠라시에 있는, 동일본 여객철도의 철도역이다. 요코스카 선이 지나가며, 직결 운행하는 쇼난 신주쿠 라인의 열차도 이용할 수 있다.

## 역 구조
상대식 2면 2선 구조의 지상역이다. 동일본 여객철도 직영역으로, 오전 7시부터 오후 8시까지 초록 창구를 영업하고 있다. 자동 개찰기에서 스이카 및 제휴 교통카드의 사용이 가능하다.
| 1 | 요코스카 선       | 요코하마 · 시나가와 · 도쿄 · 지바 · 나리타공항 · 가시마진구 방면 (소부 쾌속선) |
| 1 | ■쇼난 신주쿠 라인 | 요코하마 · 시부야 · 신주쿠 · 오미야 방면                                       |
| 2 | 요코스카 선       | 가마쿠라 · 즈시 · 요코스카 · 구리하마 방면                                     |

## 역 주변 정보
역 주변은 엔가쿠 사의 경내이며, 엔가쿠 사 외에도 여러 불교 사찰들이 주변에 있다.
- 일본 선종 (禪宗)의 가마쿠라 5대 사찰
  - 엔가쿠 사
  - 겐초 사
- 도케이 사
- 메이게쓰인

## 역사
- 1927년 5월 20일 - 일본국유철도 요코스카 선의 오후나역과 가마쿠라역 사이에 임시 정차장으로 개업했다. 1930년에 보통역으로 승격했다.
- 1987년 4월 1일 - 민영화에 따라 동일본 여객철도의 소속이 되었다.
- 2001년 11월 18일 - 스이카의 사용이 가능해졌다.
- 2001년 12월 1일 - 쇼난 신주쿠 라인의 직결 운행이 시작되었다.

## 인접역
| 동일본 여객철도 요코스카 선 | 동일본 여객철도 요코스카 선 | 동일본 여객철도 요코스카 선 |
| --------------------------- | --------------------------- | --------------------------- |
| 오후나 도쿄 · 지바 방면     | ■ 보통                      | 가마쿠라 구리하마 방면      |
| 오후나 우쓰노미야 방면      | ■쇼난 신주쿠 라인 (보통)    | 가마쿠라 즈시 방면          |